# Ezequiel Padilla Peñaloza

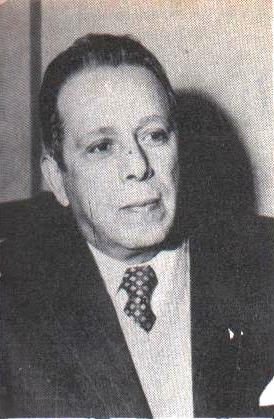
Ezequiel Padilla

Ezequiel Padilla Peñaloza (Coyuca, 31 december 1892 - Mexico-Stad, 6 september 1971) was een Mexicaans politicus en diplomaat.
Padilla was afkomstig uit de staat Guerrero. Padilla studeerde recht aan de Vrije Rechtsschool, de Sorbonne en de Columbia-universiteit. Tijdens de Mexicaanse Revolutie stond hij aan de zijde van Pancho Villa, maar na diens nederlaag ontvluchtte hij in 1916 het land. Hij woonde tot 1922 in Cuba en na zijn terugkomst begon zijn politieke carrière. Hij werd in 1922 in de Kamer van Afgevaardigden en was in 1928 enige maanden minister van justitie en werd vervolgens voor twee jaar minister van onderwijs. Als minister van onderwijs kreeg hij te maken met studentenonrust aan de Nationale Universiteit van Mexico, waarna hij besloot die universiteit bestuurlijke autonomie toe te kennen. Na zijn periode als minister werd hij ambassadeur in Hongarije.
Van 1934 tot 1940 was hij senator en werd vervolgens minister van buitenlandse zaken onder president Manuel Ávila Camacho (1940-1946). Bij de uitbraak van de Tweede Wereldoorlog was hij van begin af aan pro-Amerikaans. Hij slaagde erin tot overeenstemming te komen met de Amerikaanse regering over de schadevergoeding na de nationalisering van de aardolie in 1938 en na Duitse aanvallen op de Mexicaanse olietankers Potrero del Llano en Faja de Oro nam hij in 1942 de beslissing de oorlog te verklaren aan de asmogendheden. 
Hij was een kandidaat binnen de regerende Institutioneel Revolutionaire Partij (PRI) voor het presidentschap in 1946, maar uiteindelijk werd Miguel Alemán tot kandidaat benoemd, zodat Padilla als onafhankelijk kandidaat deelnam aan de verkiezingen. Hij behaalde 19,33% van de stemmen, maar beweerde dat er fraude in het spel was geweest. Desalniettemin behaalde hij het beste resultaat dat een oppositiekandidaat in Mexico ooit had gehaald, een record dat tot 1988 zou blijven staan. Padilla diende van 1964 tot 1970 nog eenmaal als senator en overleed een jaar later.